# ضد حریق (فیلم)
ضد حریق (به انگلیسی: Fireproof) یک فیلم مسیحی و درام آمریکایی منتشر شده در سال ۲۰۰۸ است. محوریت اصلی فیلم بر ایمان و همچنین پیوند زندگی زناشویی می‌باشد.
این فیلم در ابتدا نظر منتقدین را جلب نکرد ولی در باکس‌آفیس توانست محبوبیت خوبی پیدا کند و فروشی بالغ بر ۳۳٫۵ میلیون دلار داشت که بیشترین فروش فیلم‌های مستقل در سال ۲۰۰۸ بود..

## داستان
این فیلم در مورد زندگی زن و شوهری به اسم کاترین و کلب می‌باشد که با رفتارهای نادرست کلب زندگی آن‌ها دچار مشکلاتی شده‌است، برای همین کاترین برای طلاق اقدام می‌کند و کلب به آن رضایت می‌دهد، پدر کلب که که از این واقعه ناراحت است و می‌خواهد فرصتی برای نجات زندگی آنان ایجاد کند به کلب پیشنهاد می‌دهد تا طلاق را ۴۰ روز به تاخیر بیندازد و به او کتابی می‌دهد که باید در هر رو یکی از ۴۰ موارد کتاب را انجام دهد و ...

## تولید و فروش
این فیلم در اکتبر تا دسامبر ۲۰۰۷ در ۱۶ لوکیشن ساخته شد، که بیشتر لوکیشن‌ها به رایگان اجازه فیلمبرداری در آن را داده بودند. آتش‌نشانی آلبانی نیز مکان و کامیون‌ها و وسایل و تا عده‌ای از کارمندان آن جا را در اختیار آن‌ها قرار داد. تعداد کسانی که برای بازیگری در فیلم داوطلب شده بودند حدود ۱۲۰۰ نفر بودند که ۸ نفر آن‌ها سابقه بازیگر در حد ابتدایی داشتند.
برای تبلیغات آن از رسانه‌های تلویزیونی یا بیلبورد استفاده نکردند، بلکه از طریق نمایش قبل از اکران برای روحانیون کلیسا و همچنین گروه‌های مذهبی کلیسا آن را تبلیغ نمودند.